# Hogueras de San Juan

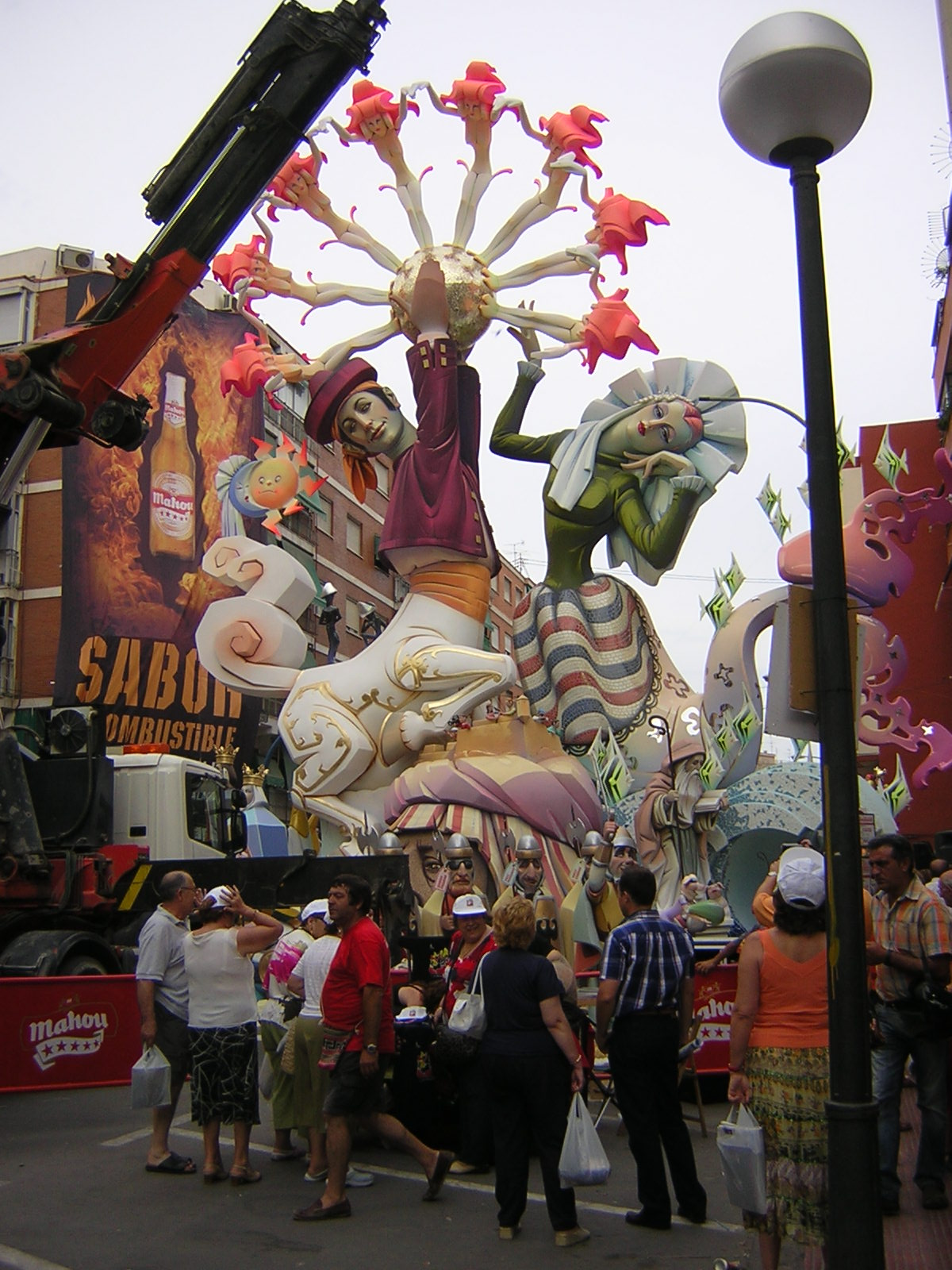
Hogueras de San Juan, Alicante

Hogueras de San Juan (valencianisch: Fogueres de Sant Joan, deutsch: Freudenfeuer des Heiligen Johannes) sind die wichtigste spanische Festlichkeit, die am 24. Juni (Johannistag) begangen werden. Sie ähneln den Fallas in Valencia. Bei diesen Johannisfeuern werden in der ganzen Stadt haushohe, kunstvolle Skulpturen verbrannt. Zu den Hogueras wird außerdem ein Feuerwerks-Championat ausgetragen.